# Julius Roger
Julius Roger (n. 28 februarie 1819, Niederstotzingen, Baden-Württemberg, Germania – d. 7 ianuarie 1865, Sośnicowice, Voievodatul Silezia, Polonia) a fost un  medic german, entomolog și folclorist care a lucrat în Ratibor, în Silezia Superioară, cel mai notabil pentru că a aranjat (și a ridicat banii necesari) pentru a construi spitale în Groß Rauden,  Pilchowitz, și actualul spital public din Rybnik.
El este, de asemenea, notabil pentru colaborarea cu entomologul Ernst Gustav Kraatz, contribuind la fondarea de către Kraatz a colecțiilor Institutul Entomologic German; pentru identificarea și descoperirea a peste 400 de noi specii de gândaci și alte insecte; și pentru colectarea de cântece populare (o colecție de 546 de cântece - cântece de vânătoare, cântece pastorale și de fermieri, cântece țigănești, balade și cântece de dragoste).